# Dishoek
Dishoek ist ein niederländisches Dorf, das zur Gemeinde Veere in der niederländischen Provinz Zeeland gehört. Es liegt an der Nordseeküste und befindet sich auf der Halbinsel Walcheren bei Koudekerke zwischen Vlissingen und Zoutelande. Dishoek wird zusammen mit Zoutelande und Westkapelle 'Zeeländische Reviera' genannt.
Sehenswürdigkeiten sind die unter Naturschutz stehenden Dünen, die darin befindlichen aktiven Leuchttürme (Ober- und Unterfeuer) und der vor den Dünen verlaufende Strandabschnitt mit mehreren auf Stelzen errichteten Strandpavillons.

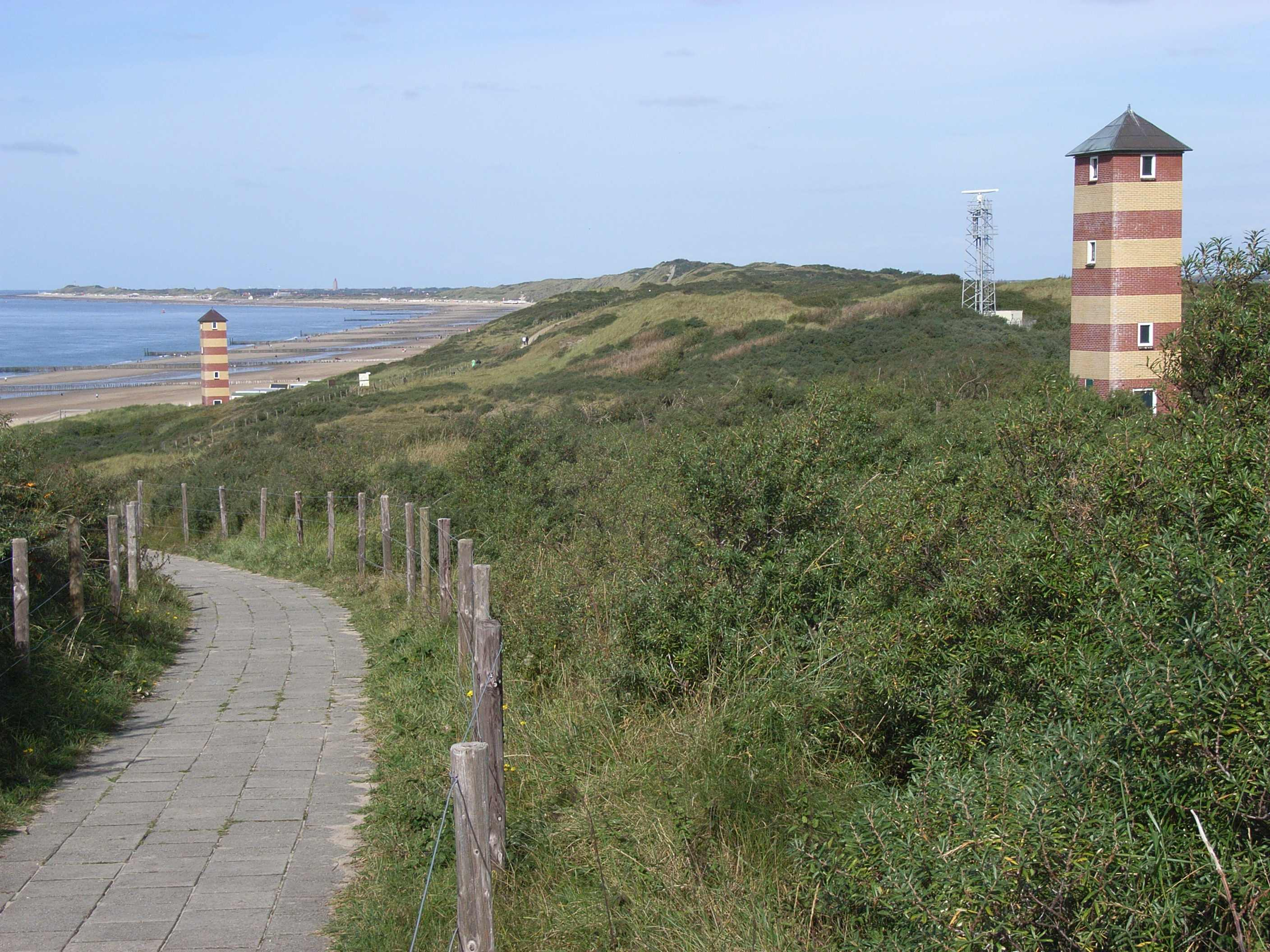
Leuchttürme in den Dünen bei Dishoek

## Trivia
2005 ist auf dem Plattenlabel Dekorder eine weitgehend instrumentale Langspielplatte des Musikers Guido Möbius mit dem Titel Dishoek erschienen.